# NorthernBlues Music
NorthernBlues Music es una compañía discográfica independiente canadiense, especializada en música blues. La compañía fue creada en 2001, siendo nominados (y en algunos casos ganando) varios de sus artistas y discos al galardón 'Blues Music Awards'. Su presidente, President Fred Litwin, fundó la compañía para "aumentar el repertorio de blues con música original e interesante". 

## Artistas
Algunos de los artistas que han realizado grabaciones en NorthernBlues Music incluyen a:
- Archie Edwards
- Brian Blain
- Carlos del Junco
- Chris Beard
- Dan Treanor & Frankie Lee
- David Jacobs-Strain
- Doug Cox & Sam Hurrie
- Eddie Turner
- Glamour Puss
- James Cohen
- Janiva Magness
- John & The Sisters
- Johnny Jones
- JW-Jones Blues Band
- Kevin Breit
- Mem Shannon
- Otis Taylor
- Paul Reddick
- Taxi Chain
- Toni Lynn Washington
- Watermelon Slim